# Groupe Hunter-killer

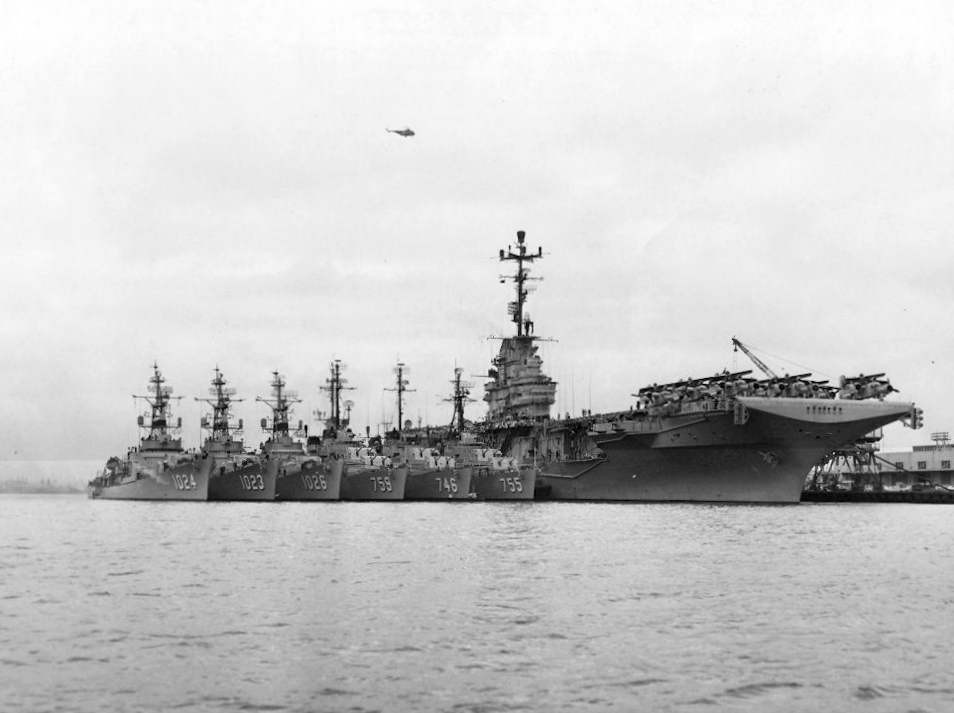
L' accompagné des escortes de son groupe chasseurs-tueurs à San Diego en 1961.

Les groupes Hunter-killer (chasseurs-tueurs en français), également appelés groupes de soutien des convois, étaient des groupes de navires de guerre déployés pour la lutte anti-sous-marine pendant la Seconde Guerre mondiale. Les progrès du renseignement d'origine électromagnétique tels que la radiogoniométrie à haute fréquence, du renseignement cryptologique comme Ultra et des technologies de détection telles que le radar et le sonar / ASDIC ont permis aux marines alliées de former des flottilles conçues activement pour traquer les sous-marins et les couler. Des groupes similaires existeront également pendant la guerre froide. Un groupe de chasseurs-tueurs était généralement formé autour d'un porte-avions pour assurer la reconnaissance aérienne et la couverture aérienne, avec un certain nombre de corvettes, destroyers, destroyers d'escorte, frégates et / ou navires de l'United States Coast Guard, armés de charges de profondeur et de hérissons.

## Origines
Le concept a été proposé en 1942 pour la Royal Navy d'organiser des groupes de navires de guerre pour renforcer le groupe d'escorte accompagnant un convoi transatlantique. La Conférence des convois alliés de l'Atlantique du début de 1943 a convenu de mettre en place dix groupes de navires de guerre anti-sous-marins avec chacun un porte-avions d'escorte. Cinq groupes anglo-canadiens couvraient les routes des convois de l'Atlantique Nord et cinq groupes américains couvraient les convois UG de la mi-Atlantique. Alors qu'un nombre croissant de navires appropriés devenaient disponibles pour filtrer les convois commerciaux, les navires les plus rapides étaient constitués en groupes de soutien mobiles qui pouvaient fournir un renforcement rapide et lourd des convois menacés. Au début de mars 1943, chaque groupe d'escorte des approches occidentales devait être réduit en effectifs par une frégate, un sloop ou un destroyer pour former quatre groupes de soutien ; et une demi-flottille de destroyers de la Home Fleet formait un cinquième groupe de soutien. 

## Expérience de combat
Au début d'avril 1943, le 2e groupe de soutien de la classe Black Swan commence à opérer le long des routes des convois de Gibraltar tandis que les sloops et frégates de la classe River du 1er groupe de soutien, suppléés par les destroyers de la classe O et P du 3e groupe de soutien, débutent leur protection des convois HX, SC et ON régulièrement attaqués. Les premiers groupes de soutien comprenant des porte-avions d'escorte étaient les quatrième et cinquième groupes de soutien de destroyers formés autour des HMS Archer et HMS Biter fin avril. Le premier groupe de soutien de la marine des États-Unis a été formé autour de l'USS Bogue accompagnés de plusieurs destroyers des classes Clemson et Wickes. Environ six navires ont été affectés à chaque groupe de soutien, mais les dommages et les défauts mécaniques ont limité la disponibilité opérationnelle, de sorte que seuls trois ou quatre navires d'un groupe ont répondu à la plupart des missions. La vitesse plus lente des navires du 1er et du 2e groupe de soutien limitèrent leur capacité à voyager avec les autres groupes, mais les destroyers des classes E et F, I, L et M, O et P furent régulièrement déplacés entre le 3e, 4e et 5e groupes de soutien d'une mission à l'autre. Les groupes de soutien sans porte-avions d'escorte étaient assistés par des bombardiers patrouilleurs Consolidated B-24 Liberator. Ces premiers groupes de soutien ont grandement contribué aux batailles décisives connues sous le nom de Black May. De nombreux autres groupes de soutien ont été créés, car la production de navires de guerre de lutte anti-sous-marine et de porte-avions a dépassé le nombre requis pour filtrer les convois. Ces groupes ont pu déplacer leur concentration alliée d'un soutien défensif des écrans de convois à des opérations offensives de chasse et de destruction de sous-marins ennemis. 

## Préparatifs de la guerre froide
Alors que les tensions de la guerre froide croissaient, la marine américaine a formé des groupes de chasseurs-tueurs modernisés en prévision de l'utilisation potentielle de sous-marins soviétiques pour intercepter les expéditions nord-américaines vers les alliés européens de l'OTAN. Face à des avions de lutte ASM toujours plus gros incapable d'opérer à partir de porte-avions d'escorte, ceux de la classe Essex ont été reclassés comme porte-avions de guerre anti-sous-marins (CVS). Certains destroyers de la Seconde Guerre mondiale ont été reclassifiés comme destroyers d'escorte (DDE), leur canons et torpilles remplacés par la RUR-4 Weapon Alpha ou Hedgehog. La doctrine opérationnelle prévoyait que chaque CVS étaient accompagné de huit DDE. Quatre DDE fournissaient un écran rapproché pour le CVS tandis que les sous-marins attaquant étaient détectés par avions. Le coût des opérations de combat de la guerre du Vietnam a empêché le remplacement de ces navires ASM lorsqu'ils ont atteint la fin de leur durée de vie. Les avions de patrouille maritime SOSUS et Lockheed P-3 Orion nouvellement opérationnels assumèrent le rôle de recherche et d'attaque ASM au milieu de l'océan des groupes de chasseurs-tueurs CVS disparus. 